# Georg Rauschning
Georg Philipp Ludwig Rauschning (* 14. Januar 1876 in Taukitten, Kreis Fischhausen; † 2. Juni 1956 in Hamburg) war ein preußischer Verwaltungsjurist.

## Leben
Als Sohn des ostpreußischen Gutsbesitzers Ludwig Rauschning geboren, machte Rauschning sein Abitur am Altstädtischen Gymnasium Königsberg. Er studierte in Königsberg Rechtswissenschaften. Während seines Studiums wurde er im Sommersemester 1893 Mitglied der Burschenschaft Germania Königsberg. Später wurde er auch Alter Herr der Hamburger Burschenschaft Germania. 1896 legte er sein Referendarexamen ab.
Er amtierte von 1908 bis 1919 als Landrat im Kreis Czarnikau der Provinz Posen. 1915 war vertretungsweise als Landrat im Kreis Filehne eingesetzt. Danach wechselte er in die Finanzverwaltung der Provinz Ostpreußen, wo er mit dem Aufbau der Landesfinanzamtes von Königsberg i. Pr. betraut wurde. Von 1923 an wirkte er am Landesfinanzamt Unterelbe in Hamburg. 1925 wurde er Präsident des Landesfinanzamtes. Am 22. Juli 1937 beantragte er die Aufnahme in die NSDAP und wurde rückwirkend zum 1. Mai desselben Jahres aufgenommen (Mitgliedsnummer 4.486.755). 1943 ging er in den Ruhestand.
Rauschning war nach dem Zweiten Weltkrieg Oberfinanzpräsident der Hansestadt Hamburg.